# Címkefelhő
A címkefelhő egy weboldal tartalmára jellemző címkék vagy szövegbeli szavak olvasók általi használati gyakorisága vagy más fontos tulajdonsága szerinti vizuális ábrázolása. A címkék többnyire egyszavas kifejezések, ABC sorrendbe rendezve, fontosságukat színük illetve betűméretük jelzi. A címkefelhő segítségével könnyen fellelhetőek a leggyakrabban előforduló kifejezések, illetve megállapítható egyes kifejezések relatív gyakorisága. Használható weblapon belüli navigációra is, ebben az esetben a címkék a megfelelő oldalhoz vezető linkek formájában jelennek meg.

## Eredete
A szavak egymástól betűmérettel való megkülönböztetése térképek esetében elterjedt módszer: a városokat egymáshoz viszonyított népességük alapján általában így különítik el.
A technika internetes felhasználása az ezredforduló után terjedt el, amikor a weblapfejlesztők felismerték, hogy a módszer látványos és hatékony módszert nyújt a weboldalakon előforduló kulcsszavak kiemelésében. A címkefelhő (angolul: tag cloud) kifejezést is ekkor kezdték el alkalmazni.
A flickr volt az első nagy látogatottságú weblap, amelyen először használtak címkefelhőket. Stewart Butterfield társalapító fejlesztéséhez az ötletet Jim Flanagan oldala adta, amely a weboldalak bejövő keresési hivatkozásait ábrázolta címkefelhő segítségével.
Eleinte a címkefelhő rendkívüli népszerűségnek örvendett, gyakorta használták weboldal-navigációs eszközként is, holott erre nem feltétlenül a legintelligensebb választás. Ez később odáig vezetett, hogy a 2010-es évekre számos alkalmazója elfordult a technikától.
A címkefelhő a kulcsszavak súlyozott megjelenítése mellett hatékony adatvizualizációs eszköz is. A kezdeti hullámot követően a fejlesztők egyre inkább felismerték az ebben rejlő lehetőségeket.

## Fajtái
Alapvetően háromféle címkefelhőt lehet megkülönböztetni: Az első típusban a címke mérete jelzi azt, hogy a címkét hány esetben rendelték egy elemhez; a másodikban a méret azt jelzi, hány elemet rendeltek a címkéhez. A harmadik típust kategorizálásnál használják, a méret a kategória elemeinek mennyiségét jelzi.
Létezik továbbá:
- Adatfelhő (data cloud): gyakoriság helyett érték alapján alakul a címkeméret. Pl. tőzsdei értékek ábrázolására kitűnő.
- Szövegfelhő (text cloud): egy szöveg szavainak listája, a szavak mérete gyakoriságuktól függően változik.
- Szókapcsolati felhő (collocate cloud): a szövegfelhő változata, egy egész dokumentum szókapcsolatait vizsgálja, és a szavakat aszerint méretezi, milyen kapcsolatban állnak a keresett kulcsszóval.